# Hurtig formeringsreaktor
En hurtig formeringsreaktor (FBR – akronym for Fast Breeder Reactor) er en hurtig neutron reaktor designet til at formere brændslet ved at producere mere fissilt materiale end det forbruger. FBR er en type af formeringsreaktorer. 
Reaktoren kan anvendes i kernekraftværker til at producere kernekraft og kernebrændsel.